# Chiesa della Santissima Annunziata (Pistoia)
La chiesa della Santissima Annunziata è una chiesa di Pistoia, situata in piazza dei Servi. Fondata nella seconda metà del Duecento, fu completata alla fine del secolo successivo, quindi rimaneggiata durante il Quattrocento e, più radicalmente, in epoca barocca, fra Sei e Settecento. All'interno sono conservate numerose opere pittoriche, affreschi e tele, di varie epoche storiche, fra cui una Natività di Lodovico Cardi detto il Cigoli. Alla chiesa sono annesse altre strutture, quali un chiostro rinascimentale rimaneggiato in epoche successive, un oratorio e un convento di fondazione cinquecentesca.

## Storia
La fabbrica della chiesa fu iniziata tra 1269 e 1270 dall'ordine Servita su un terreno acquistato dalla nobile famiglia pistoiese Cancellieri, in località detta Poggio, fuori delle mura cittadine (da qui il primo nome di '"Santa Maria del Poggio"). L'edificio fu terminato nell'anno 1393 nella sua grandiosa mole (47 metri di lunghezza, 14 di larghezza e 16 di altezza) e nella semplicità dello stile trecentesco. Almeno da un decennio, però, era iniziato l'abbellimento con affreschi e pale d'altare. Della primitiva struttura resta solamente il soffitto e il campanile quadrilatero alto 27 metri con quattro finestre gotiche. Anticamente la chiesa presentava una grande semplicità architettonica. Nelle maestose pareti laterali, reggenti il soffitto a capriate, si internavano piccoli altari con relativi quadri fatti da importanti artisti, come fu riscontrato nei restauri fatti nel 1915 all'altare dell'Assunzione, dove rimane ancora sotto il quadro recente una fascia di pietra sagomata con scritta d'oro.
La chiesa ebbe trasformazioni durante il Seicento e il Settecento secondo il gusto barocco, che apportò il ricco ornamento di stucchi e di dorature. Le campane furono rifuse da Giovanni Battista Cari e fratelli pistoiesi nel 1794.
Nel 1859 il convento fu in gran parte requisito ai Servi di Maria per essere concesso al Demanio che lo destinò a caserma. Come accennato, nel 1915 la chiesa subì un notevole restauro che ne modificò in parte l'interno e gli edifici di pertinenza, come il chiostro e il convento. che furono però abbandonati nella seconda metà del XX secolo. La chiesa ha poi subito dissesti della copertura lignea a capriate della chiesa e crolli sia in chiesa che nell'ex convento, che nel 2013 l'aveva resa inaccessibile. La chiesa è stata restaurata tra 2020 e 2022.

## Descrizione
L'interno è costituito da un grande ambiente coperto da un soffitto ligneo a capriatequattrocentesco, ben conservato anche nella sua originale decorazione pittorica. Alle pareti sono altari lignei dorati mentre due altari con stucchi dorati sono in fondo alla chiesa; due cappelle laterali all'altare maggiore in via di ripristino dalle antiche linee; due ordini di figure a fresco attorno a tutta la chiesa, circondati da ornamenti in stucco e intramezzati da grandi croci pure in stucco dorato, ricordanti la consacrazione della chiesa fatta nel 1573 dal mons. Feliciano Capitoni servita vescovo di Avignone. Gli affreschi dell'ordine superiore, rappresentanti sedici santi e beati dei Servi di Maria, e fra questi quelli di quattro beati pistoiesi, sono dipinti dal fiorentino Niccolò Nannetti; gli angioletti dell'ordine inferiore sono dipinti da Giovanni Domenico Ferretti.

### Lato destro
Entrando dalla porta maggiore troviamo in controfacciata, a destra, l'altare Peraccini, che custodisce l'affresco con la Vergine Annunziata, interessante opera del secolo XIV, circondata dalla figura dell'Angelo annunziante e dal Padre Eterno con due Angeli in alto, che furono aggiunte da Sebastiano Vini nel 1590, come indica la sigla posta nel vaso di fiori a destra della Vergine. L'Annunziata faceva parte di un affresco comprendente anche l'arcangelo Gabriele dipinto in uno dei due altari posti sulla fronte del coro che era nel centro della navata. Tra 1471 e 1480 la sola parte riferita alla figura della Vergine fu trasportata in controfacciata. Nel 1579 venne concesso a Nofri Peraccini di trasformare il primo altare erigendovi una cappella a tempietto con cupola sorretta da colonne sul modello di quella michelozziana del santuario dell'Annunziata di Firenze (perduta nel rifacimento dell’edicola a partire dal 1716). Accanto ad esso venne realizzato anche un coretto, oggi corrispondente all'Oratorio della Compagnia dei Sette Dolori di Maria Vergine (vedi oltre). Nel 1590 venne incaricato  Sebastiano Vini di completare l'affresco aggiungendo le figure menzionate e l'ambientazione spaziale. Tutto ciò viene confermato dalla osservazione attenta che si faccia da vicino sul quadro, ove si scorgono bene i punti di attacco di intonaco e di colore più recente accanto a quello più antico.
A destra dell'altare della Santissima Annunziata si vede il cinquecentesco Monumento sepolcrale di Antonio Galeazzo Elefanti bolognese, che per evitare le cospirazioni in patria si rifugiò a Pistoia, dove morì; gli fu edificato il monumento dal padre Francesco e dai fratelli addolorati.
Dalla porta di sotto al monumento descritto si passa nell'Oratorio della Compagnia dei Sette Dolori di Maria Vergine, corrispondente all'antico coretto della cappella dell'Annunziata, per il quale il menzionato Nofri Peraccini fece realizzare nel 1582 gli stalli al legnaiolo Piero Gerini. Nell'atrio vi sono affreschi nella volta e nelle pareti con Storie della Vergine e Cristo tra gli Apostoli, opera di Pietro Volponi, figlio di Giovan Battista, detto lo Scalabrino e sono documentati al 1588. Lo stile discende da quello del Vini, sebbene con un'accezione meno monumentale e classicheggiante e con un'inclinazione più popolareggiante
Rientrando in chiesa e proseguendo lungo la parete destra troviamo l'altare Gori, realizzato intorno al 1720, che reca una tela con la Visitazione di Maria Vergine, tela del pistoiese Giuseppe Giusti, allievo a Bologna di Giuseppe Maria Crespi. Precedentemente, l'altare era appartenuto alla Compagnia della Concezione che nel 1523 commissionò a Giuliano Panciatichi la pala oggi in sagrestia, poi nel 1614 a quella degli ortolani che la dedicò a san Carlo Borromeo e la ornò della tela di Alessio Gimignani oggi nel presbiterio. 
Segue l'altare Puccini oggi corredata di una statua novecentesca in cartapesta dell'Addolorata, statua opera del Collina Graziani di Faenza. Proseguendo sempre a destra si ha la cappella moderna con statua di San Giuseppe sempre di Collina Graziani, e il tabernacolo in bronzo, lavoro del pistoiese Ulisse Lippi, già ammirato nella Esposizione di Arte Sacra tenuta nel palazzo di Giano nel 1929.

### Il presbiterio
Il presbiterio comprende, unito da due gradini e da una balaustra marmorea, il coro al centro e due altari laterali: in quello di destra è una tavola con la Circoncisione di Gesù, la quale, secondo il Tolomei, è uno dei più belli e grandiosi dipinti del veronese Sebastiano Vini che reca la data del 1574. La tavola era corredata di un'edicola lignea ed in seguito di una cornice in stucco settecentesca, entrambe non più esistenti. Nel centro della composizione è una tavola, sulla quale è posto il Bambino Gesù, davanti ad esso è il sacerdote preparato alla cerimonia; dietro a questo vi è la figura di un frate servita, forse quello che ordinò il quadro; ed attorno si affolla il popolo, mentre nel davanzale del quadro, di grandezza poco minore del vero, si vedono due donne con putti e l'immancabile canino.

### Il coro

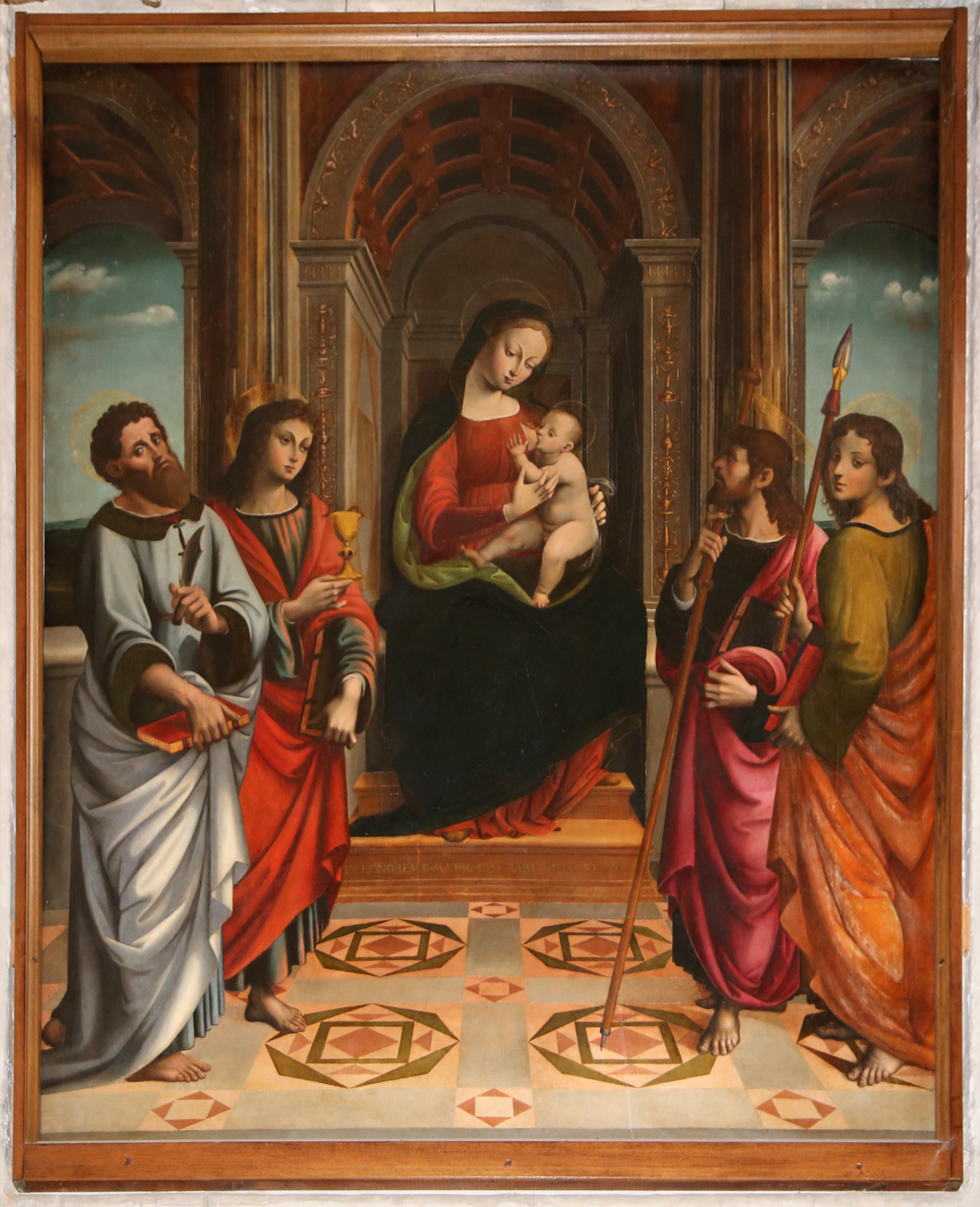
Domenico di Marco Rossermini, Madonna col Bambino e santi apostoli, 1535

Il coro si presenta attualmente nella veste che gli è stata data nel corso dei rifacimenti settecenteschi. Nella parete di fondo è posta la tavola con la Vergine in trono col Bambino tra i santi Giovanni Evangelista, Bartolomeo, Giacomo e Filippo in origine in fondo al coro che era nel mezzo della navata. Già attribuita a Fra Paolino da Pistoia, a Leonardo Malatesta e a Bernardino del Signoraccio, la pala fu quasi sicuramente dipinta da Domenico di Marco Rossermini tra 1518 e 1521 su commissione di Bartolomeo Baldinotti. Il nobiluomo aveva già commissionato al pittore nell'ottobre 1518 le pitture che dovevano ornare l'organo nella parete sinistra della navata e nel novembre, facendo testamento, dispose la realizzazione della pala. I committenti non rimasero soddisfatti del risultato e nel 1524 commissionarono una nuova tavola a Fra' Paolino, che però non riuscì a realizzarla a causa della sua morte.
Ai lati della tavola sono due statue del padre servita Giovanni Angelo M. Lottini documentate al 1590, qui collocate nel Settecento dopo che fu smantellato il muro divisorio tra navata e coro realizzato nel 1568 ed eliminate le due porte sopra le quali erano collocate: una rappresenta San Filippo Benizi col triregno ai piedi ed il libro in mano, l'altra il beato Bonaventura Bonaccorsi pistoiese, col Crocifisso in mano predicante perdono e pace.
Alla parete di destra si trova la tela di Alessio Gemignani rappresentante San Carlo Borromeo orante per la cessazione della peste già all'altare della parete destra, oggi della Visitazione, commissionata dal canonico della Cattedrale Francesco Bracali e documentata al 1614. Nella parete di sinistra del coro è un dipinto in tavola sagomata con l'Assunta e i Santi Francesco, Pietro, Jacopo e Filippo Benizzi, dipinta da Santi di Tito nel 1572 per l'altare Peraccini dedicato all'Assunta, ora detto di San Filippo, ma spostato in questa collocazione nel Settecento. È un quadro di fattura assai accurata, ma fu danneggiato dalla caduta di un fulmine, che ne ha tolto in vari punti il colore. La Madonna è seduta fra le nubi luminose e circondata da una gloria di Angeli. In basso stanno genuflessi san Pietro, san Francesco d'Assisi, san Jacopo e san Filippo Benizi.
La volta del coro è stata affrescata da Giovanni Domenico Ferretti con la rappresentazione della Annunciazione di Maria, alquanto rovinata.

#### Natività del Cigoli

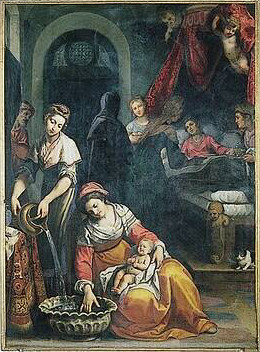
Natività del Cigoli

L'altare a sinistra del presbiterio si trova dove nel 1568 il pittore Jacopo Centi detto Papoceto ne realizzò uno proprio con annessa sepoltura. L'altare passò già nel 1575 ai Baldinotti che solo molto più tardi sostituirono il Cristo al limbo del Papoceto con la tela di Lodovico Cardi detto il Cigoli raffigurante la Natività della Vergine, collocata nel 1608 e firmata dall'autore a destra presso il gattino (al momento in deposito in attesa di restauro). La scena è ambientata in un'ampia sala, con in fondo un grande letto signorile, nel quale sta sant'Anna assistita da alcune donne, le cui figure però restano nell'oscuro. Due ancelle invece in prima luce sono sul dinanzi del dipinto, e mentre una se ne sta china lavando la pargoletta in un bacino, l'altra le sta in piedi e vicina tenendo in mano un mesciacqua. Di questo lavoro disse B. Valiani che è «fatto con sommo studio e coll'intelligenza propria di questo artista». Il Burci più recentemente diceva essere il presente un «dipinto fra i più rari di questo insigne pittore, da figurare nelle primarie gallerie».

### Sagrestia
Dal presbiterio, lato sinistro, si accede alla sagrestia ampia e circondata da pregevoli banchi di noce. Nella parte superiore erano sei quadri in tela rappresentanti i fatti o miracoli principali di san Filippo Benizi, dipinti da buona mano, e così pure due quadri con paesaggi. Le cronache del padre Peraccini dei Servi di Maria ci dicono che i Padri chiamarono nel 1600 a dipingere i miracoli di san Filippo il celebre pittore Bernardino Poccetti. Ma non consta che egli realmente abbia dipinto questi quadri: anzi non parrebbero essi del Poccetti, sebbene siano dipinti da buona mano.
In sagrestia era collocata anche una tavola raffigurante l'Immacolata Concezione coi relativi simboli scritturali. Da alcuni è stata attribuita a Giovanni Cristiani, ma Padre Sebastiano Vongeschi, nelle sue Ricordanze, afferma chiaramente come il quadro fosse stato dipinto da Giuliano di Jacopo Panciatichi e che a sue spese egli stesso vi facesse apporre la corona d'argento. Infatti la pala è documentata opera del Panciatichi del 1523 ed era stata eseguita per l'altare di destra della navata, oggi Gori.
Tutte le opere della sagrestia sono attualmente in deposito, con l'eccezione di una Madonna Addolorata databile al 1790-1810 circa.

### Lato sinistro
Ritornando in chiesa e proseguendo la visita agli altari, si trova quello Peraccini dedicata all'Assunta e a Filippo Benizi, che aveva l'Assunta e santi di Santi di Tito oggi nel coro. L'attuale tela con l'Assunzione di Maria rappresenta anche il beato Buonaventura Bonaccorsi con ai lati san Filippo Benizi e santa Giuliana Falconieri in atto di venerare Maria Assunta in cielo, e fu eseguita da Ugo Casanova nel 1915, nell'occasione del sesto centenario dalla morte del beato Bonaccorsi. Sotto la mensa dell'altare riposano in urna dorata le spoglie del beato portate a Pistoia, sua patria, da Orvieto ove morì nel 1315, nell'occasione del centenario.
Proseguendo si trova l'altare intitolato a san Pellegrino Laziosi, realizzato nel 1747. La tela, rappresentante il Cristo che staccandosi dalla Croce risana la gamba incancrenita del santo, è attribuita a Giovanni Battista Gigli.
In fondo di chiesa è l'altare della Concezione fondato nel 1383 con altra dedicazione e ornato da una pala di Lippo di Dalmasio, documentata ma non rintracciabile, poi da un'altra di Gerino Gerini. Nel 1588 l'altare passò alla Compagnia della Concezione che le dette la dedicazione tuttora in essere, realizzò una cappellina simile a quella della parete destra dirimpetto e vi collocò la pala del Panciatichi attualmente in sagrestia. La tela oggi sull'altare settecentesco fu dipinta da Tommaso Redi e rappresenta l'Immacolata Concezione con san Giovanni Battista genuflesso.

## Il chiostro
Costruito insieme col convento annesso nel secolo XIV, il suo aspetto attuale risale al Rinascimento, quando furono poste le colonne in pietra serena con capitelli ionici, con il piano superiore aggiunto nel secolo XVIII e con la semichiusura degli archi, fatta nel 1905 per necessità di statica in seguito alla rottura avvenuta di una colonna nell'angolo sud est, con conseguente caduta del fabbricato sopra stante e sconquassamento del resto del porticato. Tuttavia è sempre ammirevole per le ventisei lunette affrescate tutte all'intorno da insigni pittori nel secolo XVII, insieme ai ritratti di diciotto cardinali e vescovi appartenuti ai Servi di Maria, e similmente per l'ornato di festoni retti da giganti nelle pareti del medesimo, scoperti in parte nel 1915 e in questi anni riportati alla luce.
Questi affreschi, parecchi di pregio artistico, sono tutti di importanza storica, sia perché danno un'idea dalla scuola fiorentina e pistoiese del secolo XVII, sia perché riportano le scene e i costumi del tempo, e specialmente ritratti di eminenti personaggi, monumenti dell'epoca. Al momento però esse urgono un restauro (l'ultimo nel 1995) che ne migliori la visibilità, alquanto annerita dalla polvere e dal salnitro. Sul chiostro affacciano anche il Capitolo e la cappella della Compagnia dei Rossi, separate da muraglie divisorie in seguito alla soppressione degli Ordini religiosi del 1808-1810 e del 1866.

### Le lunette del chiostro

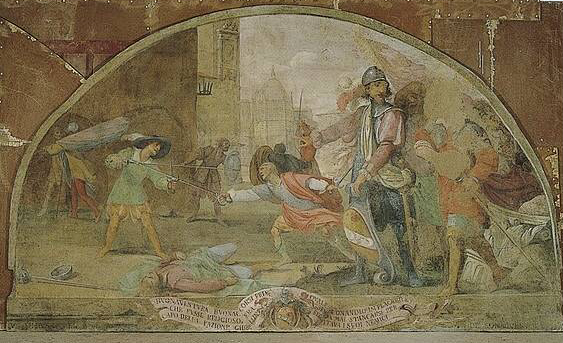
Francesco Montelatici, Bonaventura Bonaccorsi, prima che fosse Religioso, era capo della fazione ghibellina e con animo implacabile senza mai stancarsi, perseguitava i suoi nemici

- Lunetta I. (Lato est.) sopra la porta della Sagrestia - (dipinto di Bernardino Poccetti) - Rappresenta la Incoronazione della Vergine a Regina del Cielo. Ordinata dal p. Cristoforo Bracciolini pistoiese dei Servi di Maria, porta l'iscrizione: Quia respexit humilitatem ancillae suae, coronabit eam Reginam Servorum Suorum qui eam Beatam dicent in omnes generationes.
- Lunetta II - (dipinto dello stesso). - Rappresenta la prima apparizione della Vergine e vocazione dei Sette Santi Fondatori a ritirarsi dal mondo e fondare il nuovo Ordine. Porta l'iscrizione: La Religione dei Servi a gloria di Maria per sette nobili fiorentini accesi dal Divino Spirito nella Compagnia dei Laudesi ebbe il suo principio nel dì dell'Assunta dell'anno MCCXXXIII.
- Lunetta III - (dipinto dello stesso). - Rappresenta il ritiro dei Sette santi fondatori dal mondo a Villa Camarzia per condurre vita di orazione e di penitenza. Ordinata da p. Cornelio Peraccini dei Servi di Maria, porta l'iscrizione: Congregati i sette Fondatori in Villa Camarzia e vestiti all'eremitica in una povera casuccia danno principio alla loro religiosa devozione all'8 di settembre l'anno MCCXXXIII.
- Lunetta IV - (dipinto dello stesso) - Rappresenta i Santi Fondatori che si presentano al Vescovo di Firenze per averne consiglio e ricevono da esso la benedizione e la regola di sant'Agostino. Ordinata dai fratelli Baldinotti, porta l'iscrizione: Ardingo Vescovo Fiorentino mosso da visione della B. Vergine riceve in protezione i sette penitenti Servi di Maria, dando loro la regola di S. Agostino A. D. MCCXXXIV.
- Lunetta V - (dipinto dello stesso) - Rappresenta la B. Vergine che appare ai Santi fondatori nel Venerdì Santo circondata da Angeli, che portano in mano gli strumenti della passione e danno ai Sette santi l'Abito nero da indossare. Ordinata da Bonifazio Vannotti pistoiese, porta l'iscrizione: I sette penitenti ricevono dalla B. Vergine l'abito nero dei suoi dolori nel sacro Monte Senario la notte del Venerdì Santo 1239.
- Lunetta VI - (dipinto dello stesso) - Rappresenta il prodigio del volto della SS. Annunziata di Firenze dipinto da mano angelica. Ordinata da Vitellio Romano porta l'iscrizione: Bartolomeo Pittore invitato a dipingere la SS. Annunziata in Firenze, nel voler formare il volto addormentandosi trovò miracolosamente dipinto il volto della Vergine MCCLII.
- Lunetta VII - (dipinto di Francesco Montelatici) (Lato nord) - Rappresenta scene di duelli sulla piazza del Duomo di Pistoia ai primi del sec. XVII. A lato destro di chi guarda la pittura, si vede in piedi una figura (B. Buonaventura) che sembra principale, con elmo in capo, vestito di giacca a maglia e calzoni di ferro, che tiene alla sinistra uno scudo dove è effigiata l'arme dei Bonaccorsi. A piè della pittura è questa iscrizione: Bonaventura Bonaccorsi, prima che fosse Religioso, era capo della fazione ghibellina e con animo implacabile senza mai stancarsi, perseguitava i suoi nemici.
- Lunetta VIII - (dipinto dello stesso) - In mezzo alla pittura in alto vi è un Religioso dei Servi di Maria che predica (S. Filippo Benizi) mentre a sinistra del medesimo sta genuflessa una figura di soldato (B. Buonaventura). In fondo al dipinto l'iscrizione: Il B. Bonaventura Buonaccorsi da Pistoia nell'udire una predica di S. Filippo Benizi Fiorentino Generale dei Servi di Maria si pente dei suoi errori e risolve di farsi religioso nel medesimo Ordine l'anno 1276.
- Lunetta IX - (dipinto di Filippo Cremoncini pistoiese) - A destra di chi guarda vi è una figura con elmo in capo (B. Buonaventura) che dispensa danaro ai poveri, ed altri oggetti preziosi che sta per porgergli un paggio. Sotto il dipinto è l'iscrizione ora illeggibile: Il B. Buonaventura dispensa con mano liberale tutte le sue ricchezze.
- Lunetta X - (dipinto di Francesco Montelatici). - Lo stesso soldato della lunetta seconda (B. Buonaventura) è genuflesso colle braccia incrociate sul petto dinanzi a un Religioso dei Servi di Maria (S. Filippo B.). Si legge: S. Filippo Benizi ordina al B. Buonaventura che prima di vestire l'abito dei Servi di Maria, renda la pace ai propri nemici, col dar loro le dovute soddisfazioni l'anno 1276.
- Lunetta XI - (dipinto dello stesso) - In mezzo al dipinto sta la solita figura di soldato (B. Bonaventura) in atto di abbracciarsi al nemico. Ai piè di questa storia è l'iscrizione: Il B. Buonaventura, per ubbidire ai comandi di S. Filippo Benizi, abbraccia pubblicamente i suoi nemici, e dimostra con quest'azione d'essere veramente pentito dei suoi falli.
- Lunetta XII - (dipinto di Filippo Cremoncini) - Precede una figura (B. Buonaventura) in atto di ricusare l'elmo e lo scettro. Sotto la scena è l'iscrizione: Il B. Buonaventura disprezza con animo generoso tutte le pompe del secolo per vestire l'abito dei Servi di Maria.
- Lunetta XIII - (dipinto di Francesco Montelatici) - In mezzo al dipinto sta un uomo vestito in sacco di penitenza (B. Buonaventura) ai piedi di un Religioso dei Servi di Maria (S. Filippo Benizi) che lo veste dell'Abito dell'Ordine. L'iscrizione è: Soddisfatto appieno S. Filippo lo veste pubblicamente dell'Abito dei Servi di Maria Vergine Addolorata, ritenendo in pegno della sua felice sorte il nome di Buonaventura.
- Lunetta XIV - (dipinto dello stesso) - Un religioso dei Servi di Maria (B. Buonaventura) sta genuflesso dinanzi ad un Crocifisso in atto di flagellarsi. Sotto la storia v'è l"iscrizione: Il B. Buonaventura, fatto Religioso dei Servi di Maria, flagella con crudeli battiture il suo corpo per implorare il perdono delle colpe commesse al secolo.
- Lunetta XV - (dipinto di Alessio Gemignani) - Nel mezzo al quadro si vedono due figure principali, un Vescovo ed a lato, un Religioso dei Servi di Maria (B. Buonaventura) con un libro in mano. Dietro sono un Francescano e un Domenicano. Dall'alto scende un raggio sulla testa del B. Buonaventura. L'iscrizione è: Ildebrando Vescovo di Arezzo, confidato della prudenza e santità del B. Buonaventura gli dà diversi ordini da eseguirsi in nome suo a Montepulciano.
- Lunetta XVI - (dipinto dello stesso) - In questo dipinto il B. Buonaventura libera un'ossessa dalla quale escono vari demoni. Sotto vi è l'iscrizione: Era così grande la carità del B. Buonaventura Bonaccorsi verso dei suoi prossimi, che fra le altre sue opere di pietà, liberò per intercessione di Maria Vergine, molti ossessi dal demonio.
- Lunetta XVII - (dipinto dello stesso). In mezzo è un sacerdote vestito dei paramenti sacri (B. Buonaventura) che porge ad un muratore la prima pietra di un edificio. L'iscrizione dice: Il B. Buonaventura per ordine del Vescovo di Arezzo getta la prima pietra benedetta per la nuova chiesa di Santa Maria Novella, dei Padri Domenicani di Montepulciano con il concorso del popolo.
- Lunetta XVIII - (dipinto dello stesso) - Un sacerdote in abiti sacri (B. Buonaventura) in mezzo a diacono e suddiacono dà il velo ad una vergine in abito domenicano. L'iscrizione: Il B. Buonaventura, d'ordine del Vescovo di Arezzo, dà solennemente il sacro velo alla Beata Agnese da Montepulciano con gran concorso di popolo l'anno 1306.
- Lunetta XIX - (dipinto dello stesso) - Qui sono principali due figure di Servi di Maria, uno dei quali (B. Buonaventura), dà un libro ad un altro. L'iscrizione è: Ut dedit accepit.
- Lunetta XX - (dipinto dello stesso) - Un religioso dei Servi di Maria in cotta e stola (B. Buonaventura) dà l'Abitino dell'Addolorata ad una donna vestita in abito signorile. L'iscrizione porta: Il B. Bonaventura istituisce nella città di Pistoia la Compagnia delle Sorelle di Maria Vergine Addolorata, e dispensa il suo Abitino a diverse persone di detto luogo.
- Lunetta XXI - (dipinto di Francesco di Alessandro Leoncini) - Quasi al centro si vede un religioso dei Servi di Maria (B. Buonaventura) colla sacca per la questua in spalla. Sotto è l'iscrizione: Il B. Buonaventura elemosinava pubblicamente per la Città, e il popolo conosceva la gran santità del Servo di Maria, accompagnata da profonda umiltà e lo venerava per santo.
- Lunetta XXII - (dipinto di Giovanni Martinelli) - Due religiosi, uno dei quali vecchio col bastone ed un altro con la sacca della questua sulle spalle sono le principali figure della lunetta. Vi è sotto l'iscrizione: Il Beato Buonaventura serve di compagno a S. Filippo Benizi Fiorentino nell'ultimo suo viaggio verso la Città di Todi e merita di essere assistente alla sua morte.
- Lunetta XXIII - (dipinto dello stesso) - Una giovane in abito dei Servi di Maria, mira un quadretto sorretto da una gloria di serafini, in cui è ritratta Maria. L'iscrizione dice: La B. Margherita di Montepulciano, ricevuto dal B. Buonaventura l'Abito di Terziaria Serva di Maria, merita di vedere il ritratto della medesima portato dagli Angeli.
- Lunetta XXIV - (dipinto dello stesso) – Il beato Buonaventura scrive ad un tavolino, mentre discendono sopra di lui alcuni raggi dal cielo. Sotto vi è l'iscrizione: È cosa degna di stupore del B. Buonaventura che in tanti Conventi ove fu superiore, trattando diversi interessi con più persone fosse sempre stimato per Santo.
- Lunetta XXV - (dipinto dello stesso) - Un Religioso dei Servi di Maria (B. Bonaventura) giace sopra una tavola in sembianze di moribondo, mentre vari altri Religiosi gli fanno corona e uno gli porge il Crocifisso. Sotto vi è scritto: Pieno alla fine di meriti e di virtù il B. Buonaventura morì santamente il 14 dicembre l'anno 1315 e la sua anima fu accompagnata dagli Angeli in Paradiso, dicendo: Veni dilecte mi.
- Lunetta XXVI: (dipinto dello stesso) - Un Religioso (B. Buonaventura) giace sulla bara. Gli sono d'intorno con torcetti accesi Religiosi e Terziarie dei Servi di Maria, che si asciugano le lacrime. Vi è sotto l'iscrizione: Il corpo del B. Buonaventura fu esposto nella chiesa dei Padri Serviti in Orvieto e il Signore per mezzo del suo Servo concesse molte grazie a quel popolo.

### Oratorio dei Rossi o Disciplinati di Santa Maria dei Servi
Dal chiostro, lato ovest, si accede all'oratorio dei Rossi. Il beato Buonaventura Bonaccorsi istituì la Confraternita dei novelli convertiti, ponendola sotto la protezione della Vergine, e dando loro il nome di "Disciplinati di Santa Maria" o "dei Servi di Santa Maria". A ricordanza poi del sangue che avevano sparso quei convertiti nelle lotte cittadine e per indicare ad essi che dovevano esser pronti a dare il proprio sangue per la Fede e per Cristo, volle che vestissero un sacco rosso: e di qui la loro Confraternita o Compagnia ebbe anche il nome di "Compagnia dei Rossi".
I frati diedero alla Compagnia sede nel convento; e così qui ebbe un conveniente oratorio, con ingresso separato nella pubblica via, e di un'ampiezza rilevante, come si vede in una pianta del convento e della chiesa del Cinquecento.
Nel 1450 la Compagnia apri a sue spese un ospedale per ricevervi i pellegrini poveri nel monastero di San Desiderio, posto poco lontano dalla chiesa della Santissima Annunziata, donato loro dal vescovo Donato de' Medici con l'onere di dare quattrocento lire al benefizio di santa Maria Maddalena, trasferito da questa distrutta chiesa alla cattedrale. Al servizio dei pellegrini furono deputate alcune pie donne dell'Ordine dei Servi, dette le "Ammantellate", le quali pur vivendo ciascuna a casa nella propria famiglia, compirono questo servizio fino che nel 1516 fu chiuso l'ospedale.
Le Cronache Servitane e il Tolomei ci assicurano che Giovanni di Bartolomeo Cristiani nel 1396 aveva dipinto a buon fresco tutto all'intorno l'oratorio dei Rossi, ripartendo il lavoro in quindici storie della genealogia e della Vita di Gesù Cristo. Di tali affreschi ne è rimasto salvo uno, rappresentante la Vergine Annunziata e l'Angelo, con ai piedi prostrato uno dei fratelli col sacco rosso e buffa in capo. Sotto questo affresco abbastanza ben conservato sono quattro figure di santi della stessa epoca.
Anche la parte ambientale di questo oratorio subì modificazione nel secolo XVIII, quando fu ampliato il convento, e sopra all'oratorio fu costruito il grandioso edificio, già Caserma Gavinana.
La Compagnia de' Rossi fu soppressa dal vescovo giansenista Scipione de' Ricci, insieme a tante altre Confraternite e Compagnie memorabili nella storia pistoiese.

### Il Capitolo
Dal medesimo chiostro, lato est, si accede alla cappella del Capitolo. Infatti qui sono stati celebrati i primi Capitoli o Comizi Generali dei Servi di Maria: qui due volte tenne Capitolo Generale anche san Filippo Benizi, cioè nel 1268 e nel 1276; e fu in questa ultima circostanza che tenendo il santo un fervido ed apostolico discorso sopra il salmo: Super flumina Babilonis illic sedimus et flevimus, e rilevando otta la gravità dei mali provenienti dalle contese e lotte fratricide cittadine delle fazioni guelfa e ghibellina, riportò a Pistoia tranquillità, ordine, prosperità e produsse la conversione del gran fomentatore di parte ghibellina, Buonaventura Bonaccorsi.
Questa cappella fu tenuta sempre, come tutte le aule capitolari degli Ordini Religiosi, in grande cura dai Servi di Maria: onde ben presto vollero che fosse arricchita di bei dipinti, e le cronache servitane dicono che Giovanni Cristiani vi rappresentò alla fine del secolo XIV, in dieci quadri tutta la Passione di Gesù Cristo. Il Tolomei poi nella sua Guida di Pistoia dice che la sala del Capitolo fu affrescata da Francesco Maria Piastrini nel Seicento.
Di tali dipinti non si hanno ora tracce apparenti, perché i muri sono stati più volte scialbati; ma in un saggio fatto nel 1915 furono scoperte delle pitture in medaglioni stile secentesco. Probabilmente perciò sopra le pitture trecentesche del Cristiani il Piastrini fece nuovi dipinti. Anche la struttura ambientale di questa antica e interessante Cappella Capitolare è stata modificata e deturpata da muri intermezzi, innalzati per formarne vari ambienti.